# H-індекс

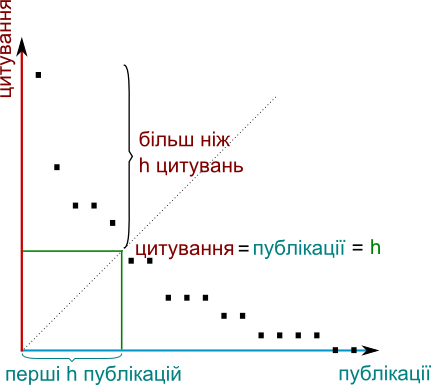
Індекс Хірша з графіка зменшення цитування публікацій

h-індекс, або індекс Хірша — показник впливовості науковця, колективу науковців, наукового закладу або наукового журналу, заснований на кількості публікацій та їх цитувань. Що більшим є число h-індексу, то пропорційно більшим (відповідно до всього концептуального задуму) є вимірюваний науковий вплив.
Індекс Хірша був запропонований американським фізиком Хорхе Хіршем в 2005 році.

## Загальна характеристика
h-індекс науковця дорівнює h, якщо він є автором h публікацій, кожна з яких була процитована щонайменше h разів.
Наприклад, якщо науковець є автором 5 публікацій, 3 з яких процитовано по 3 рази, а інші 2 — по 1 разу, то його h-індекс дорівнює 3. Якщо науковець є автором 5 публікацій, 1 з яких процитована 100 разів, а інші 4 — по 1 разу, то його h-індекс дорівнює 1.
Для визначення h-індексу колективу науковців або наукового закладу, у такий же спосіб враховуються загалом всі статті опубліковані науковцями, що входять до його складу (а не додаються одне до одного h-індекси окремих науковців).
У наукометричній базі Scopus h-індекс автоматично обраховується для кожного сучасного науковця у світі (за виключенням тих, що не публікуються у рейтингових журналах), ці дані доступні через безкоштовний пошук авторів.
Станом на 16 липня 2015 року в Україні було 5 науковців, що мали в Scopus h-індекс 30 чи вище і 63 науковця — 20 чи вище. На початок 2020 року в Україні вже було 17 науковців з h-індексом 40 чи вище, 63 — 30 чи вище і 189 — 20 чи вище.
У наукометричній базі Google Scholar кожен науковець може створити власний обліковий запис, додати до нього свої публікації, що наявні у базі, після чого сервіс автоматично, миттєво, обрахує h-індекс науковця. Відкриті профілі науковців з їх h-індексами у Google Scholar можна знайти, користуючись сервісом пошуку [Архівовано 25 серпня 2016 у Wayback Machine.].

Також h-індекс обчислюється, наприклад, за спеціальним гаджетом в Google ( [Архівовано 23 листопада 2012 у Wayback Machine.]).
Для обчислення індексу на основі доступних в інтернеті наукометричних баз можна скористатися пакетом «Publish or Perish».
У Google Scholar одночасно з h-індексом використовується i10-індекс, що вказує на кількість публікацій науковця, які мають не менше 10 цитувань.

## Критика
Низка відомих вчених і наукових товариств застерігають від надмірної ідеалізації індексу Хірша як показника досягнень науковця чи відверто кепкують з нього.